# 1997 YK4
1997 YK4 är en asteroid i huvudbältet som upptäcktes den 23 december 1997 av Beijing Schmidt CCD Asteroid Program vid Xinglong-observatoriet.
Asteroiden har en diameter på ungefär 15 kilometer.